# 银叶柳
银叶柳（学名：Salix chienii）是杨柳科柳属的植物，是中国的特有植物。分布在中国大陆的安徽、浙江、湖南、湖北、江苏、江西等地，生长于海拔500米至600米的地区，多生在溪流两旁岸的灌木丛中，目前尚未由人工引种栽培。

## 异名
- Salix chienii Cheng var. pubigera N. Chao